# Karumbé
Karumbé es una organización no gubernamental dedicada a tortugas marinas, monitoreo de la costa y biodiversidad uruguaya. Su sede central se encuentra ubicada en Avenida Rivera 3245, Montevideo.

## Historia
Fundada en 3 de febrero de 1999, con personería jurídica N° 10.580. Once son los uruguayos que la crearon la organización, entre ellos es fundador y director, el investigador y conversacionista Alejandro Fallabrino.
Está conformada por estudiantes, biólogos, veterinarios, educadores, pescadores, investigadores y personas de la comunidad de forma voluntaria. Especializados en fauna marina se dedican a rescatando, liberando y rehabilitando a más de 800 tortugas marinas al 2022.
Ha publicado más de cuarenta trabajos científicos. Karumbé trabaja con animales en estado libre, no mantiene especies en cautiverio con el fin de recreación. 
Han expuesto sobre las tortugas marinas en el Museo de La Paloma.